# Kontorhaus am Markt
Das Kontorhaus am Markt in Bremen ist ein historisches Haus  im Stadtteil Mitte, Ortsteil Altstadt. Die heutige Ladenpassage mit Büros in den Obergeschossen befindet sich am Bremer Marktplatz an der  Langenstraße 2/8, der Stintbrücke 1 und der Bredenstraße 13.
Das Ensemble Langenstraße 2 bis 18 steht seit 1994 unter Bremer Denkmalschutz.

## Geschichte
Im 18. Jahrhundert

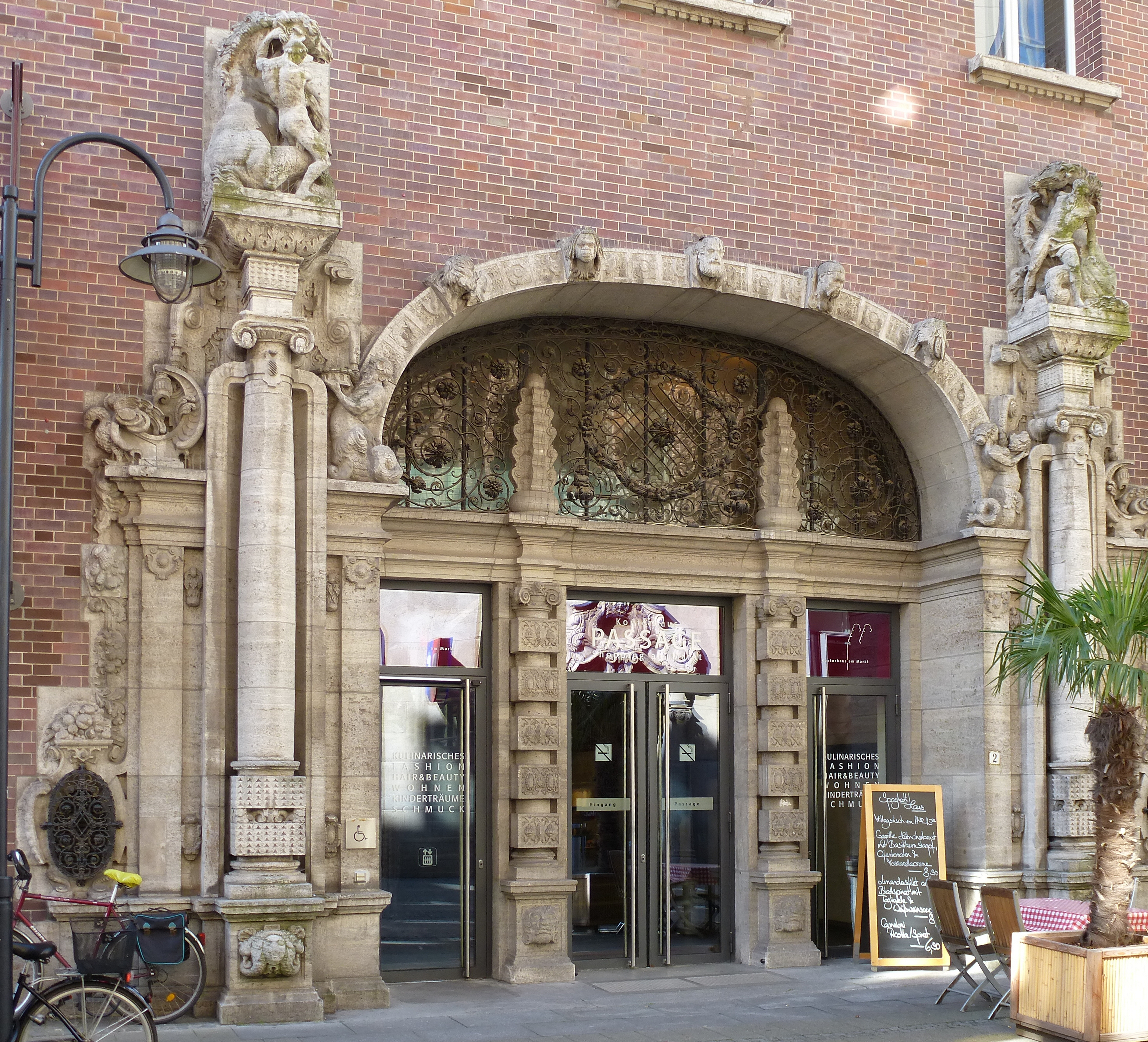
Portal

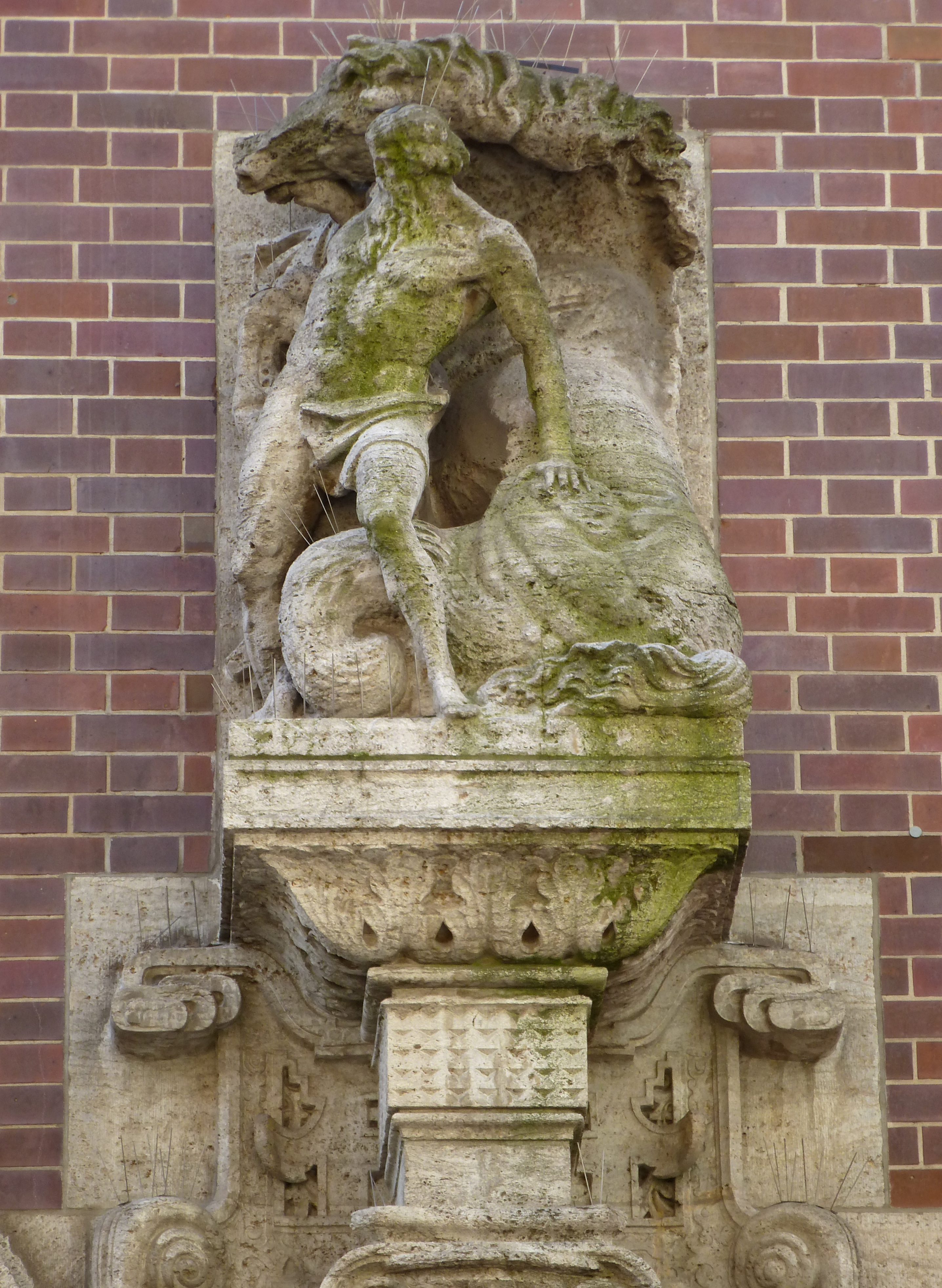
Figur am Portal

In dem Quartier um die Stintbrücke, Kirchen-, Breden-, Wilken- und vorderer Langenstraße standen im 18. Jahrhundert noch bunt gemischt kleinere und mittlere, zwei- bis dreigeschossige Wohn- und Geschäftshäuser. Alte Packhäuser und Giebelhäuser prägten noch das Bild der Langenstraße. Die kleineren Giebelhäuser hinter dem Schütting mussten 1913 für die Erweiterung des Handelskammergebäudes weichen. So auch die Häuser auf dem Baugelände für die zukünftige Disconto-Bank.
Neubau 1912
Die neue Gebäudegruppe Langen-/Bredenstraße/Stintbrücke wurde von 1910 bis 1912 von dem Berliner Architektenbüro Richard Bielenberg und Josef Moser im Stil der Neorenaissance für die Disconto-Gesellschaft, eine bis 1929 bedeutende Geschäftsbank mit Hauptsitz in Berlin und Filialen in Bremen, Frankfurt am Main, London und Hamburg, gebaut. Es steht in unmittelbarer Nähe zum traditionsreichen Schütting, dem Sitz der Handelskammer Bremen.

Das große Gebäude ist ein Beispiel, wie sich die Bremer City in Marktnähe ausweitete. Das Bestreben des Senats und seiner Sachverständigenkommission war es, durch detaillierte Bauauflagen das historische Ortsbild am und um den Marktplatz zu schützen. Den Architekten gelang ein Entwurf für eine Kombination eines modernen Kontorhauses mit lokal orientierten Fassadenschmuck. Dazu gehört die  aufwendige, historisierende Muschelkalk-Werksteingliederung. Das Gebäude zählt zu den besten und eigenständigsten Leistungen im Bremer Bank- und Kontorhausbau seiner Zeit.
Das dreigeschossige, mächtige Gebäude erhielt zum Marktplatz gewandt einen erhaltenen Doppelgiebel mit einem offenen, gotisch gewölbten Laubengang, und über der Laube auf Säulen stehend zehn ornamenthafte Skulpturen. Auch an der Langenstraße zierten und gliederten zwei große, nicht erhaltene, voneinander getrennte Zwerchgiebel die Längsfassade, die in den beiden unteren Sockelgeschossen mit Ziegelsteinen verklinkert ist. Das Satteldach erhielt einige wenige Gauben, die nach den Umbauten durch moderne, höhere Gauben ergänzt wurden. Das dreiteilige, repräsentative Hauptportal der Disconto-Gesellschaft an der Langenstraße wurde eingerahmt durch vorgesetzte Säulen, auf denen allegorische Figuren stehen.
Umbauten zum Bürohaus und Ladenpassage zwischen 1966-1999
Ein größerer Umbau erfolgte 1966. Zuletzt wurde das Gebäude von der Telekom als Kontor- und Geschäftshaus genutzt.
Im Sommer 1999 hat die Bremer Investitions-Gesellschaft  (BIG) das Gebäude erworben. Nach Plänen der Architekten Manfred Schomers und Rainer Schürmann erfolgte abschnittsweise eine grundlegende Erneuerung und Ergänzung des Komplexes. Die oberen Geschosse werden seit Ende 2001 als Büro- und Dienstleistungsbereich genutzt und sind Hauptsitz der staatlichen Wirtschaftsförderung Bremen (WFB). Sie ist in Bremen zuständig für Landesentwicklung und Wirtschaftsförderung. Gemeinsam entwickelten die WFB und die Firma Justus Grosse, der das Nebengebäude gehört, bis 2002 die Flächen im Erdgeschoss und Untergeschoss zu einer überdachten Ladenpassage mit Gastronomiebetrieben und Licht durchfluteten Innenhof.
Die Gebäude Buchhandlung Storm, Bank für Handel und Gewerbe, Haus Langenstraße 16, Bankhaus Martens und Weyhausen/Essighaus, Stadtwaage mit Wappen, Reliefs und Brunnen  sowie das Kontorhaus am Markt bilden das denkmalgeschützte Ensemble an der Langenstraße (Nr. 2 bis 16, 18, 25).
Planung und Umbau zum Stadtmusikanten- und Literaturhaus seit 2023
Die Konzeption des Stadtmusikanten- und Literaturhauses war Bestandteil der Bewerbung Bremens als „City of Literature“, der Bremen von der [UNESCO] Bremen 2023 verliehen wurde. Das Projekt ist wichtiger Baustein der städtebaulichen Entwicklung „Balgequartier“, „in deren Rahmen das Kontorhaus am Markt derzeit durch den privaten Investor und Eigentümer umgebaut wird, um nach Fertigstellung an die Stadt Bremen als Mieter übergeben zu werden.“ Beide Einrichtungen sollen ein Highlight im Bremer Kultur- uzd Touristenangebot werden. Als UNESCO Creative City ist Bremen Teil eines Netzwerks, das nachhaltige Stadtentwicklung durch die Förderung von Kultur betreibt und sich als kreative Hochburg sowohl mit Bremer Akteur*innen und mit den anderen Netzwerk-Städten austauscht, um  möglichst vielen Menschen Teilhabe am kulturellen Leben zu ermöglichen und zugleich aktiv die lokale Kultur- und Kreativwirtschaft zu fördern.